# Pfadfinderkorps Flamberg

Logo des Pfadfinderkorps Flamberg

Das Pfadfinderkorps Flamberg ist ein 1921 gegründetes konfessionell und politisch unabhängiges Pfadfinderkorps in der Stadt Zürich und Umgebung. 

## Geschichte

### Die Gründung
1921 wurde von Adolf Souviron (Suri), Edgar Crasemann (Bari) und Werner Burri (Porridge) die Gründung einer Pfadfinderabteilung in der Stadt Zürich beschlossen. Die drei Gründer stammten aus Bern, wo sie Mitglieder der  Abteilung Patria gewesen waren. Für die neue Abteilung wurde am 19. Februar 1921 der Name «Flamberg» gewählt, den man im Lied «Am Wellenspiel der Aare» gefunden hatte. Das Lied wurde – leicht abgeändert – zum Abteilungslied; dass es sich beim Flamberg um ein Schwert mit gewellter Klinge und nicht um einen brennenden Berg handelt, wurde allerdings erst nach der Benennung der Abteilung festgestellt.
Nach der Gründung der Abteilung forderte der Kantonalverband deren Auflösung, später die Eingliederung des Flambergs in das Stadtkorps. Dank der guten Freundschaft der drei Gründer mit Walther von Bonstetten, der damals Präsident des Schweizerischen Pfadfinderbundes war und die Flamberggründer von der Zeit in der Berner Patria her kannte, wurde die Abteilung 1922 als eigenständige Abteilung mit dem Status eines Korps in den Kantonalverband der Zürcher Pfadfinder (KVZP) aufgenommen.
Die Abteilung wuchs bis 1937 auf über zweihundert Pfadfinder in acht Zügen an. Neben dem Glockenhof und dem Katholischen Pfadfinderkorps war sie damit die drittgrösste Pfadfinderabteilung (bzw. das drittgrösste Pfadfinderkorps) der Stadt Zürich. Am 1. Mai 1937 wurde mit dem Jungflamberg eine Altersstufe für Knaben ab neuneinhalb Jahren eingeführt. Der Jungflamberg orientiert sich aber nicht am Dschungelbuch, wie die Wolfsstufen anderer Abteilungen, sondern an der Schweizer Geschichte. Er ist deshalb statt in Rudel und Meuten in Härste und Rotten unterteilt, die nach Schweizer Burgen bzw. Kantonen benannt sind.

### Als militärischer Stil zum guten Ton gehörte

Als General Guisan am 20. Oktober 1939 die Landesausstellung und die Zürcher Regierung besuchte, erhielt die Pfadfinderabteilung Flamberg die Aufgabe, die Ehrenwache vor dem Rathaus zu stellen.

In den 1930er-Jahren stiessen militärische Formen in der schweizerischen Pfadfinderbewegung auf zunehmende Akzeptanz. Das Korps Stadt Zürich und die Abteilung Flamberg gelten als Ausgangspunkt dieser Entwicklung. Sie fielen unter anderem deshalb auf, weil sie vom Pfadfindergruss zum militärischen Gruss wechselten, um ihre Verbundenheit mit der Armee zu unterstreichen. Diese Entwicklung erfasste bald die ganze Pfadfinderbewegung und fand ihren Höhepunkt im Bundeslager 1938 auf dem Adlisberg in Zürich. Mit sportlichen Wettkämpfen und Massendemonstrationen wollte man beweisen, dass man einen guten schweizerischen Staatsbürger heranzuziehen vermochte. Am Nationalfeiertag zogen gegen 7000 Lagerteilnehmer in einem Defilee durch die Zürcher Bahnhofstrasse, vorbei an Persönlichkeiten aus Politik und Armee.
Beim Ausbruch des Zweiten Weltkriegs unterstützte der Flamberg, wie die meisten Pfadfinderabteilungen, im Rahmen des Pfadfinder-Hilfsdienstes die Mobilmachungsarbeiten der Armee. Später leistete er mit Landdiensteinsätzen seinen Beitrag zur Anbauschlacht und führte nach dem Krieg Ferienlager für kriegsgeschädigte Kinder durch.
1957 ermöglichten der Ertrag des Familienabends und eine Spendenaufruf im Altpfadfinderverein (APV) die Durchführung eines Pfadilagers für Flüchtlinge des Ungarnaufstands. Das dreiwöchige Lager wurde so erfolgreich, dass eine Weiterführung des Ungarnzuges möglich war. Wegen sprachlicher Probleme wurde die Leitung dieses Zuges einem ungarischen Lehrer und Pfadileiter übertragen. Der Ungarnzug wurde als unabhängiger Zug angesehen und unterstand nicht dem Flamberg, durfte aber auf seinen Wunsch das Abteilungsabzeichen weiterhin tragen.

### Der Flamberg erhält seine jetzige Struktur
1960 wurde die Einteilung in mehrere gleichberechtigte Stufen – Jungflamberg, Pfadi- und Roverstufe – eingeführt. Dieses Stufensystem wurde mit einer Änderung bis heute beibehalten: 1967 kam die Trapperstufe hinzu. In ihr sollten die älteren Pfadfinder die erlernte Pfaditechnik praktisch anwenden können, bevor sie nach ungefähr einem halben Jahr zum Leiter ausgebildet würden.
Die starke Bevölkerungszunahme in der Agglomeration der Stadt Zürich führte dazu, dass viele Pfadiabteilungen Ableger in den stadtnahen Gemeinden gründeten. Im Flamberg entschlossen sich 1964 einige begeisterte Pfadi, allen voran Victor Bataillard (Efeu), zur Gründung des IX. Zug und des Harst Habsburg in Birmensdorf. Am 24. Oktober 1970 wurden diese beiden Einheiten offiziell zur Abteilung Birmensdorf. Damit bekam der Flamberg die für ein Pfadfinderkorps übliche Struktur mit mehreren Abteilungen, nämlich Zürich und Birmensdorf. 1974 erhielt die Abteilung Birmensdorf Verstärkung durch einen Zug aus Wettswil, der sich von der Abteilung Felsenegg trennte. Dieser X. Zug bildet seither – zusammen mit dem später gegründeten Harst Rothburg – einen festen Bestandteil der Abteilung Birmensdorf.

### Jugendunruhen und Fusionsverhandlungen
Die frühen 1980er-Jahre wurden von den Zürcher Jugendunruhen geprägt. Von dem Teil der Zürcher Jugend, der sich in den  Opernhaus-Krawallen Gehör verschaffte, distanzierte sich die Korpsleitung mit einem offenen Brief an die Stadtregierung. Sie forderte die Stadtregierung auf, die Relationen zu wahren; zweihundert randalierende Jugendliche seien weder repräsentativ noch identisch mit der Zürcher Jugend.
1980 fand das erste gemeinsame Bundeslager des Schweizerischen Pfadfinderbundes (SPB) und des Bundes Schweizerischer Pfadfinderinnen (BSP) mit 22'000 Teilnehmern statt. Der Flamberg übernahm – zusammen mit dem Distrikt St. Georg und der Pfadfinderinnenregion Zürich-Stadt – die Organisation eines Unterlagers mit dem Thema «Seelüüt im Mittelalter», das am Greyerzersee in der Nähe von La Roche stattfand. Das gemeinsame Bundeslager gilt als Meilenstein in der Geschichte der Schweizer Pfadfinder; kurz darauf nahmen die beiden Verbände Fusionsverhandlungen auf und gründeten 1987 die Pfadibewegung Schweiz. Der Fusion stand der Flamberg nicht ablehnend gegenüber. Er zeigte daran aber auch kein Interesse und beschloss, ein reines Pfadfinderkorps zu bleiben und auch weiterhin keine Mädchen aufzunehmen.
Am 7. September 1985 konnte nach langer Suche endlich wieder ein eigenes Lagerhaus eingeweiht werden. Es handelte sich um das ehemalige Skihaus des Turnvereins Unterstrass. Das jetzt «Flamberghuis» genannte Gebäude steht auf dem Stoos im Kanton Schwyz und wurde in der Folge intensiv renoviert und umgebaut.

## Der Flamberg heute
Die Pfadibewegung Schweiz hat seit den 1990er-Jahren rund ein Viertel ihrer Mitglieder verloren. Von diesem Mitgliederschwund am stärksten betroffen sind die städtischen Abteilungen. Der Flamberg konnte sich vergleichsweise gut behaupten und besteht heute aus rund dreihundert Pfadfindern. Sein Einzugsgebiet sind alle Quartiere der Stadt Zürich, hauptsächlich aber diejenigen am Zürichberg, sowie die Gemeinden im Westen der Stadt (Birmensdorf, Wettswil etc.).
Jeden Samstagnachmittag finden Aktivitäten in den Pfadigruppen statt. Die Gruppen bestehen aus 7–12 Pfadis, die angeführt von einem Gruppenleiter für einige Stunden ein spannendes Abenteuer erleben. Dabei stehen das Erlebnis in der Natur und das gemeinsame Bewältigen von Aufgaben im Vordergrund.
Nach wie vor schenkt die Pfadi Flamberg der Uniform mehr Beachtung als andere Pfadiabteilungen, was häufig als militärisch betrachtet wird. Das in anderen Abteilungen übliche Bedrucken des Hemdes mit Linolschnitten wird durch kleinere Lagerabzeichen (z. B. Stempeln auf dem Gurt) ersetzt. Auch an den früher üblichen blauen Manchesterhosen hat der Flamberg als einziges Korps festgehalten. Die blauen Manchesterhosen und das unbedruckte Hemd sind inzwischen zu einem Erkennungsmerkmal geworden, das sich aber längst von einer militärischen Haltung oder einer besonderen Treue gegenüber Reglementen entkoppelt hat.

## Persönlichkeiten
Die hier getroffene Auswahl beschränkt sich auf Personen, deren Tätigkeit sowohl für das Pfadfinderkorps Flamberg als auch für die Pfadi in der Schweiz (auf kantonaler und/oder nationaler Ebene) von Bedeutung war:
- Edgar Crasemann, * 29. Januar 1896, † 18. Juli 1973. Oberfeldmeister (Abteilungsleiter) der Pfadfinderabteilung Patria Herbst 1919 bis Februar 1920. Gründer und erster Oberfeldmeister der Pfadfinderabteilung Flamberg von Januar 1921 bis Oktober 1928. Kantonalfeldmeister (KFM) von 1925 bis 1932. Bundeskommissär Ostschweiz (1927–1937) sowie Vizepräsident und Präsident (1950–?) des Schweizerischen Pfadfinderbundes. Obmann des Abteilungsrats von 1928 bis 1965. Prof. Dr. an der ETH.
- Hans Hubacher, * 18. September 1916, † 11. Mai 2009. Oberfeldmeister (Abteilungsleiter) von Dezember 1938 bis Juli 1941 sowie von August bis Dezember 1942 und Februar bis November 1945. Präsident des Kantonalverbandes Zürcher Pfadfinder (KVZP) um 1950. Mitglied des Abteilungsrats, Architekt.[8]
- Alex Rübel, * 1955. Korpsleiter von Oktober 1979 bis Oktober 1981. Kantonalfeldmeister und erster Kantonsleiter der Pfadi Züri (nach der Fusion des Kantonalverbandes Zürcherischer Pfadfinderinnen mit dem Kantonalverband Zürcher Pfadfinder), Direktor des Zürcher Zoos.
- Heinrich Zollinger, * 29. November 1919, † 10. Juli 2005. Oberfeldmeister (Abteilungsleiter) von Dezember 1941 bis August 1942. Rektor der ETH Zürich von 1973 bis 1977.
- Lorenz Zollikofer, * 13. Juli 1913 Zürich, † 27. Oktober 2002. Oberfeldmeister (Abteilungsleiter) von April bis Dezember 1935. 1967–1973 Kommandant der Felddivision 6. 1975–1980 Präsident der Schweizer Berghilfe.[9]

Weitere Flamberger: René Burri, Werner Burri, Robert Frank, Benjamin Grüter, Andreas Nabholz, Beat Richner, Ambros Uchtenhagen,  Heinrich Zollinger